# 2019年12月中國大陸

## 12月1日
- 《中华人民共和国对外贸易法》、《中华人民共和国道路交通安全法》、《中华人民共和国消防法》、《中华人民共和国食品安全法》、《中华人民共和国海关法》、《中华人民共和国种子法》六部法律开始在自由贸易试验区内暂时调整适用。[1]
- 《中华人民共和国疫苗管理法》开始施行。[2]
- 修订后的《中华人民共和国药品管理法》开始实施。未经批准进口的药品将不再按假药处理。[3]
- 《中华人民共和国食品安全法实施条例》开始实施。[3]
- 住房和城乡建设部发布的《生活垃圾分类标志》标准开始实施。[3]
- 工业和信息化部发布的《携号转网服务管理规定》开始实施。[3]
- 工业和信息化部发布的《关于进一步做好电话用户实名登记管理有关工作的通知》开始实施，电信公司办理入网时需进行人像比对。[3]
- 京港高铁商丘至合肥段、郑州至阜阳的郑阜高铁、郑渝高铁郑州至襄阳段开通。[4]
- 第二届海南岛国际电影节开幕，本届电影节在三亚市举行，将在12月8日闭幕。[5]
- 2019年中国足球超级联赛完赛，广州恒大淘宝第八次夺得冠军，追平中国足球职业化后大连实德创下的顶级联赛夺冠纪录。[6]
- 网友曝光众筹网站水滴筹漏洞：线下服务人员不核实病人病情、经济情况，随意填写筹款信息。水滴筹回应称，线下团队运作确有不规范之处，已暂停线下团队活动。[7]
- 上午广州地铁11号线沙河站工地发生地面塌陷，一辆清污车和一辆电瓶车坠入坑内，3人被困[8][9]。
- 遵照《中华人民共和国澳门特别行政区基本法》，根据澳门特别行政区行政长官贺一诚提名，国务院任命了澳门特别行政区第五届政府主要官员和检察长。这批官员将在12月20日上任。[10]
- 中共中央、國務院印發的《長江三角洲區域一體化發展規劃綱要》公佈，要求各地區各部門結合實際認真貫徹落實。該《綱要》提出要穩步開展外國人永久居留等政策法規試點。[11][12]

## 12月2日
- 外交部发言人在外交部例行记者会上宣布，为回应美国《香港人权与民主法案》成法，中国即日起暂停审批美国舰船、飞机赴香港休整的申请，制裁美国国家民主基金会、美国国际事务民主协会、美国国际共和研究所、人权观察、自由之家等“在香港修例风波中表现恶劣的非政府组织”。[13]
- 中央宣传部2日在北京向全社会宣传发布朱有勇的先进事迹，授予他“时代楷模”称号[14]。
- 辽宁省沈阳市中级人民法院以受贿罪判处努尔·白克力无期徒刑，剥夺政治权利终身，并处没收个人全部财产。努尔·白克力表示不上诉。法院认定努尔·白克力受贿7,910万元人民币。由于他被捕后交代了监察机关尚不知晓的大部分犯罪事实、认罪悔罪、积极退赃，法院决定从轻判决。[15]
- 21时16分，辽宁省沈阳市浑南区SR国际新城102号居民楼发生火灾，298户居民全部安全转移，未发现人员伤亡。[16][17]
- 普京与习近平视频连线，俄罗斯天然气通过中俄东线天然气管道正式进入中国。[18][19]
- 海南省新闻办召开《海南省生活垃圾管理条例》新闻发布会，宣布将自2020年10月1日起推行生活垃圾分类，违反规定的个人和企业将受到罚款。[20]
- 一名女子在新浪微博举报北京大学北京国际数学研究中心助理教授冯仁杰与其交往期间同时与多名女性发生关系；此外，冯仁杰还曾与北京大学经济学院2014级学生结婚，由于师生恋引发争议后来不得不离婚。同月12月11日，北京大学决定开除冯仁杰[21][22]。
- 湖南高速天价救援费事件经媒体曝光，引发关注。11月18日刘先生驾驶货车在泉南高速公路上行驶时车辆发生故障，拨打救援电话。贺氏吊装公司随救援人员一起赶到，要求刘先生交纳8万元吊装费，不然需要交纳20万元人民币强制执行费。吊装公司未参与修车，也未进行吊装，随后向刘先生索要5.8万元。刘先生拒绝缴款，吊装公司用两辆车一前一后将他的货车堵在服务区，刘先生同妻子滞留高速10日后才得以离开。期间，刘先生报警，衡南县硫市镇派出所警察赶来后认为此事属于经济纠纷、吊车公司并未限制刘先生人身自由。[23]

## 12月3日
- 3时7分，北京市顺义区牛栏山镇京日东大食品有限公司一加工豆馅厂房发生爆炸。4人死亡，10人受伤。[24]
- 习近平会见萨尔瓦多总统纳伊布·阿曼多·布克尔·奥特斯。纳伊布·阿曼多·布克尔·奥特斯于12月1日至6日来华进行国事访问。[25]
- 辽宁省大连市中级人民法院一审公开宣判原内蒙古自治区人大常委会副主任邢云受贿案。法院认定邢云自1996年至2017年受贿折合超过4.49亿元人民币，判处死刑，缓期二年执行，剥夺政治权利终身，没收个人全部财产；死缓减为无期徒刑后，不得减刑、假释；追缴违法所得及孳息。法院称，量刑时考虑了邢云的重大立功表现。邢云主动交代了办案机关尚不了解的绝大部分犯罪事实，检举揭发他人犯罪，认罪悔罪，积极退赃。邢云当庭表示不上诉。[26]邢云的受贿金额创下了中共十八大以来反腐的纪录。[27]
- 17时35分许，浙江省海宁市许村镇荡湾工业园区龙洲印染有限责任公司一污水罐坍塌，9人死亡，多人受伤。相关责任人已被警方控制。[28]
- 中国船舶重工集团公司武昌船舶重工集团建造的中国首艘3000吨级大型浮标作业船向阳红22号在上海市三海码头交付中华人民共和国自然资源部东海局。[29]
- 新疆生产建设兵团第二师中级人民法院再审宣判2007年库尔勒厕所沉尸案。法院认定被告李建功的有罪供述和其女儿李娟的证言为非法证据，以事实不清、证据不足判决李建功无罪，当庭释放。[30]
- 意大利众议院外交委员会全票通过一项涉香港的法案，要求香港政府调查警察滥用武力情况、释放示威者、就禁止黄之锋访问欧洲一事给出理由。提案人为前意大利基础设施与交通部部长（英语：Italian Minister of Infrastructure and Transport）毛里齐奥·卢皮（英语：Maurizio Lupi）。[31][32]

## 12月4日
- 7点50分许，湖南省浏阳市澄潭江镇碧溪烟花制造有限公司發生车间爆炸事故，據報7人死亡、13人受伤。公司负责人、投资人事後被警方控制。[33]当日中午，浏阳市对外通报此事故造成1人死亡、1人受伤。媒体质疑浏阳市瞒报伤亡情况。浏阳市回应称，中午通报的数据是澄潭江镇上报的，正在核查是否有瞒报行为。[34]
- 全国人民代表大会外事委员会、中国人民政治协商会议全国委员会外事委员会、外交部、国家反恐办、中华人民共和国国家民族事务委员会、新疆维吾尔自治区人民代表大会常务委员会、新疆维吾尔自治区人民政府、中国人民政治协商会议新疆维吾尔自治区委员会等机构发表声明谴责、反对美国众议院通过《维吾尔人权政策法案》。[35][36]
- 媒体报道退伍军人被冒名顶替安置工作23年，引发关注。河南省郸城县白马镇人仵瑞华1992年入伍，1995年退伍，之后在中国各地打工多年，后来返乡做装修工人。2019年10月，他从郸城县退役军人事务局公示的退伍军人安置情况中发现有人以他的名义在1996年被安置了工作。报道称，采访期间，有人给仵瑞华打来电话称，如果仵瑞华可以给冒名顶替者转一笔钱（“十来万元不够”），他可以得到安置的工作。[37]当晚，郸城县公安局称假的仵瑞华已被警方控制。[38]
- 江苏省沛县证实网传消息，3日下午该县一所小学60岁的男性保安褚某在传达室内猥亵9岁的三年级女童。褚某已被刑事拘留。[39]
- 北京市海淀区人民法院一审宣判林心如名誉纠纷案，林心如胜诉。法院认定，网名“月白色三苏”的黄某在微博上谩骂林心如，并发布没有根据的内容（例如称林心如为台独分子），对原告林心如构成侮辱、诽谤。海淀法院判决黄某向林心如公开赔礼道歉，赔偿精神损失费、承担维权费用共计6万元人民币。[40]

## 12月5日
- 陕西省榆林市中级人民法院一审宣判神木市15岁少女遇害案。六名被告中，一人以故意杀人罪、强迫卖淫罪被判无期徒刑；另外五人被判有期徒刑，刑期在三年六个月至15年之间。被害人的家属不满判决，表示将向检察院抗诉。[41]
- 中共中央办公厅、国务院办公厅印发7月24日中央全面深化改革委员会通过的《长城、大运河、长征国家文化公园建设方案》。[42]
- 商务部发言人高峰在新闻发布会上表示，中美若达成第一阶段协议美国应降低关税；中美双方一直在沟通。[43]
- 6时43分许，载有17人的渔船“闽狮渔07705”在福建省漳州市古雷镇附近自沉，13人获救，4人下落不明。[44]
- 9时30分许，广东省清远市清城区沙田镇盘龙木材厂发生火灾，火势蔓延至附近的三幢居民楼。火灾未造成人员伤亡。[45][46]
- 文化和旅遊部發布「加強演出市場管理通知」（徵求意見稿）指出，要加強脫口秀、相聲與先鋒話劇、實驗話劇等語言類節目的內容審核和現場監管；對網路直播指應至少要延遲3分鐘播出。而在音樂節慶類演出活動上，指要重點對電音類、說唱類節目審核把關，配合公安等部門加強對演出現場、電子螢幕內容以及互動環節的監督檢查[47]。
- 弹劾香港特首林郑月娥的提案在香港立法会分组点票被否决。[48]

## 12月6日
- 中共中央政治局召开会议，会议内容包括2020年经济工作和反腐工作。之前，中共中央政治局常委会召开会议，听取中纪委2019年工作情况、十九届中央纪律检查委员会第四次全体会议筹备情况。会议同意十九届中央纪委四次全会于2020年1月13日至15日召开。[49]
- 国务院关税税则委员会办公室称，正在排除自美国进口的大豆、猪肉等商品的反制加征关税。[50]
- 外交部发言人华春莹在新闻发布会上称，中国已于12月4日照会美国驻华使馆，针对美国国务院10月对中国驻美国外交领事人员的限制，自即日起对美国驻华外交领事人员采取对等措施。[51]
- 晚间，新疆维吾尔自治区人民政府在官方网站发文，国务院批准新设自治区直辖的县级市胡杨河市，市政府驻新疆生产建设兵团第七师130团光明东路8号。[52]
- 中国农业科学院兰州兽医研究所证实，该所65人被发现布鲁氏菌病血清学阳性。[53]截至7日中午12时，阳性病例上升至96人。[54]
- 8时20分左右，贵州省习水县境内的蓉遵高速公路连接线上37辆车发生连环相撞，23人受伤入院。事发时道路结冰，且有大雾。[55]
- 12月1日在河南省洛阳市失联的20岁女大学生狄某笑被确认已遇害。警方在山西省阳泉市抓获狄某笑的21岁男同事李某涛，李某涛供认在1日杀死了狄某笑。狄某笑失联前曾向家人发短信称自己在男同事出租屋内喝酒，警方后来认定李某涛有重大作案嫌疑。[56]
- 上海申花在2019年中国足协杯决赛第二回合中3比0击败山东鲁能泰山，总比分3比1夺冠。这是上海申花队史第三次夺得中国足协杯冠军。[57]
- 上海财经大学会计学院一名女硕士生公开举报该校钱逢胜副教授性骚扰，引发舆论关注。举报文章称，钱逢胜与受害者添加微信后，频繁用微信言语进行性骚扰，并在下课后将受害者锁在车内、将手指伸入其下体。消息爆出后，多名上财女生发声，称曾遭到钱逢胜言语骚扰。[58]

## 12月7日
- 媒体传言中国足协酝酿多项新政，包括废止所有本土球员和所属俱乐部间合同，一律重签，有意借用行政手段，大幅度减少球员薪金等投资支出。而为应对劳动法方面挑战，据指向法院提起诉讼的球员，三年内将无法在中国足协获得注册[59][60]。傍晚，《足球报》微博称已向中国足协确认，中国足协从未有相关动议，不会废除中国球员同俱乐部的合同。[61]
- 10时55分，太原卫星发射中心用快舟一号甲运载火箭成功发射吉林一号高分02B卫星。[62]16时52分，太原卫星发射中心用快舟一号甲运载火箭“一箭六星”成功发射和德二号A/B卫星、天仪16/17卫星、天启四号A/B卫星。太原卫星发射中心相隔6小时完成两次发射，创下了中国航天界的纪录。[63]
- 中共中央政治局委员、中央外事工作委员会办公室主任杨洁篪同美国国务卿邁克·蓬佩奧通电话，谴责美国近期涉香港、新疆的立法干涉中国内政。[64]
- 中午，英国皇家海军企业号海军测量船（英语：HMS Enterprise (H88)）通过台湾海峡。[65]
- 陕西省清涧县公安局通告，在清涧县医院治病的犯罪嫌疑人惠永林于当日5时左右逃跑。[66]次日凌晨，警方将惠永林抓获。惠永林逃跑期间犯下命案，他同店主武某发生冲突，将武某杀死。[67]
- 四川省盐亭县公安局通告，盐亭县看守所关押的盗窃罪嫌疑人刘海于当日11时逃走，看守所相关责任人已被停职。[68]
- 晚间，微博网友发布的救护车机场接机视频引发关注。视频中，一辆沪N牌照的救护车在上海浦东机场接人，几个人把从免税店买到的货物装上车。上海机场集团当晚回应，此车属于浦东机场，是员工私自违规使用，公司将严格处罚。[69]
- 赴澳门参加美国商会活动的香港美国商会主席葛理福（Robert Grieves）、会长早泰娜（Tara Joseph）被澳门拒绝入境，行政机关未给出理由。早泰娜通关时被扣留两小时。[70]
- 荷兰籍维吾尔人阿西耶·阿卜杜拉赫卜（Asiye Abdulaheb）声称，她帮助公开了《纽约时报》等媒体之前曝光的24份新疆再教育营文件，中国国家安全部门因此对她和她的前夫发出死亡威胁。她希望公开此事，避免遭遇不测。[71]人民日报社旗下的《环球时报》评论称阿西耶的故事站不住脚，中国从未威胁境外异见人士。[72]
- 18时许，贵州省水城县都格镇都格居委会树林组发生杀人案，顾某一家5人死亡、1人受伤。8日18时50分许，警方在水城县发耳镇水盘高速河头隧道内抓获了嫌疑人宁显辉。[73]

## 12月8日
- 下午，香港民间人权阵线发起国际人权日游行。组织方称参与人数为80万人，警方称高峰时参与人数为18.3万人。游行大体是和平的。晚5时左右，一些示威者在中环、铜锣湾堵路。晚6时许，香港特別行政區高等法院、香港特別行政區終審法院出入口遭纵火。[74]暴力示威者打砸了湾仔轩尼诗道集友银行和星巴克。[75]
- 香港警務處有組織罪案及三合會調查科早间破获一个激进团体，拘捕11人，查获一支9mm半自动手枪、105发子弹。警方称，10月20日该团伙曾在旺角向警方抛掷大量汽油弹，他们打算在当日下午的游行中枪击警察，伤及路人后嫁祸警方。[76]
- 媒体报道，陕西省榆林市横山区36个村庄在撤并行政村时出现问题，撤并没有完成，但统一社会信用代码被陕西省民政厅注销，村子的运转和村民的生活遇到麻烦。[77]
- 北京市出现PM2.5重污染，PM2.5二小时浓度在9时达到重度污染级别。[78]
- 12时许，湖南省岳阳县月田镇稻田村赵洞片土地塘村级公路一辆客车侧滑山沟，3人死亡，19人受伤。客车属于龙骧神驰集团岳阳公司。当日岳阳县夕阳红健康公司租用此车载客到相思山旅游。[79]

## 12月9日
- 山西省人民政府网站发布《国务院批复同意晋中市部分行政区划调整》，同意撤销太谷县，设立晋中市太谷区，行政区域、政府驻地不变。[80]
- 国家石油天然气管网集团有限公司在北京市宣布成立。[81]
- 4时许，香港佐敦道拔萃女书院附近发生持刀砍人事件，2人受伤。[82]
- 一年前因长生生物疫苗事件被剥夺全国文明城市的吉林省长春市获中央精神文明建设指导委员会办公室批准重新进入全国文明城市行列。[83]
- 15时20分，在四川绵阳市安州区（北纬31.56度，东经104.25度）发生4.6级地震，震源深度10千米[84]。

## 12月10日
- 国家统计局发布数据，11月份全国居民消费价格指数同比上涨4.5%。其中，猪肉价格同比上涨110.2%，带动CPI上涨2.64个百分点。[85]
- 澳门轻轨氹仔線通车运营。[86]
- 广东省广州市中级人民法院公开宣判原中共陕西省委常委、秘书长钱引安受贿案。法院认定钱引安受贿折合6313万余元人民币，判处有期徒刑14年，并处罚金500万元，追缴账款及孳息。钱引安表示不上诉。法院称，钱引安到案后如实供述罪行，认罪悔罪，积极退赃，因此从轻判决。[87]
- 上午，中国人民解放军陆军晋升中将、少将军衔仪式在北京市举行，刘发庆、黄铭、余永洪、徐起零、张红兵、汪海江六人晋升中将军衔，成存国等46人晋升少将军衔。[88]
- 国家互联网信息办公室指导地方网信办约谈视觉中国、IC photo负责人。两家网站停业整改。根据“网信北京”的消息，两家网站涉嫌违规从事新闻业务、违规与境外机构合作开展新闻业务。[89]
- 黑龙江省卫健委通报，中国农业科学院研究生院兽医学院13名学生布鲁氏菌抗体阳性，1人确诊，2人疑似，10人隐性感染。[90]
- 广东省卫健委通报，一名由柬埔寨入境的男子确诊感染了寨卡病毒。[91]
- 2018至2019年度中国建设工程鲁班奖（国家优质工程）表彰大会在北京市举行。[92]

## 12月11日
- 保護記者委員會称中国在2019年关押了48名记者，排名全球第一。[93]外交部发言人华春莹在例行记者会上予以驳斥。[94]
- 香港獨立監察警方處理投訴委員會国际专家小组宣布集体辞职。在辞职声明中，专家组称，獨立監察警方處理投訴委員會缺乏授权、权力范围有限。[95]
- 北京当代经济学基金会宣布将2019年当代经济学奖授予林毅夫、魏尚进，以表彰二人对发展经济学领域的贡献。[96]
- 10日晚间，网传江苏省张家港市取消商品房两年限售期。11日上午，张家港市政府确认取消限售。此事引发了关注。11日下午，张家港市政府确认暂缓取消限售。[97]
- 甘肃省镇原县人民政府网站发文回应镇原县图书馆公开烧书事件，称图书馆个别人员未按规定实施封存和集中销毁，已对图书馆提出批评，将对有关人员展开调查并追究责任。[98]此图是10月23日上传至县政府网站部门动态栏目的，文章声称图书馆销毁了65册非法出版物、宗教类出版物，特别是含有倾向性的书籍和影像资料。新京报对此事曾发表评论文章《图书馆“焚书”，要经得起文明和法律审视》，后来将文章删除。[99]
- 丹麦《贝林时报（英语：Berlingske）》报道，法罗群岛广播公司（英语：Kringvarp Føroya）的一段录音被禁止播出。报道称，这段录音中，法罗群岛贸易部长海尔吉·亚伯拉罕森的助手海拉尔维尔·约恩森（Herálvur Joensen）向他解释，中华人民共和国驻丹麦大使冯铁在11月11日的两场秘密会议上告知法罗群岛各部长，如果法罗群岛同意让华为公司建设5G网络，中方同法罗群岛将顺利达成自由贸易协议，否则协议告吹。[100]外交部发言人在新闻发布会上回应，有关媒体别有用心、错误报道，中国同法罗群岛并未洽谈自由贸易协定。[101]

## 12月12日
- 中央经济工作会议10日至12日在北京市召开，中共中央总书记习近平和国务院总理李克强分别作重要讲话。[102]
- 中央军委晋升上将军衔仪式在北京市八一大楼举行，何卫东、何平、王建武、李桥铭、周亚宁、李凤彪、杨学军七人晋升上将。中共中央总书记、中央军委主席习近平出席并为七人颁发命令状。[103]
- 中国人民解放军海军晋升将官军衔仪式在北京市举行，王厚斌、袁华智、杨志亮、胡中明4人晋升中将，庄革等27人晋升少将。[104]
- 北京时间晚间，美国总统唐纳德·特朗普在推特上宣布，“同中国的大协议近在咫尺。他们想要，我们也想！”（Getting VERY close to a BIG DEAL with China. They want it, and so do we!）。[105]美国股市、离岸人民币汇率应声上涨，中国股市也在翌日高开。[106]
- 21时50分许，福建省厦门市轨道交通2号线吕厝站路口地面塌陷，塌陷面积约500平方米，两辆车陷入坑中，车上人员安全撤出，无人员被困。据报道，吕厝换乘站所在的2号线刚刚在两周前通过验收。[107]
- 《南方周末》发表《“不寒而栗”的爱情：北大自杀女生的聊天记录》，报道了北京大学法学院2016级本科生包丽（化名）同北京大学政府管理学院2016级本科生牟林翰相恋至自杀的经过，引发关注。[108]南方周末网站后来删除了报道（页面存档备份，存于）。
- 浙江广厦猛狮篮球俱乐部因海报设计争议吃到中国男子篮球职业联赛100万元人民币罚单，俱乐部被取消评优资格，相关责任人被终身禁止参与CBA联赛工作。当天9时11分，浙江广厦在微博上发布了同八一南昌篮球俱乐部比赛的海报，将文化大革命时的经典画像里的毛泽东改为浙江广厦吉祥物狮子，右下角写上繁体中文“浙江广厦”四字，画面底部的五名男篮球员形象都佩戴着红领巾。事后，浙江广厦在微博公开道歉。[109][110]
- 中国航天科技集团有限公司总经理袁洁在国企公开课上透露，公司计划在未来25年内开展觅音计划，在太阳系外寻找适合人类居住的行星。[111]

## 12月13日
- 密克罗尼西亚联邦总统戴维·帕努埃洛对中国进行国事访问。下午，习近平在人民大会堂北大厅为帕努埃洛举行欢迎仪式。[112]
- 中国、美国宣布就中美第一阶段经贸协议文本达成一致。国务院新闻办公室在23时召开了新闻发布会。原定12月15日生效的美国对华加征的关税将被取消。此外，美国将9月1日生效的关税税率由15%下调至7.5%。美方称，中国则将在两年内增加购买320亿美元的美国农产品。美国贸易代表罗伯特·莱特希泽称他将与中国国务院副总理刘鹤在2020年1月初签署中美第一阶段协议，签署30天后协议生效。中方则称签署时间、签署人和签署地点等仍待协商。中美双方均未提供协议的全文。中方透露，协议文本分为序言、知识产权、技术转让、食品和农产品、金融服务、汇率和透明度、扩大贸易、双边评估和终端解决、最终条款共九个章节。[113][114]
- 10时， 中共中央、国务院在江苏省南京市侵华日军南京大屠杀遇难同胞纪念馆举行2019年南京大屠杀死难者国家公祭仪式。中共中央政治局委员、中共中央宣传部部长黄坤明出席并讲话。曹建明主持公祭，出席仪式的重要官员还有赵克志、苏辉、苗华。[115]
- 土耳其裔德国足球运动员梅苏特·厄齐尔在推特上发表涉新疆言论。推文的底图为東突厥斯坦伊斯蘭共和國國旗，其上的文字为土耳其语写成的韵文，称东突厥斯坦的穆斯林的古兰经被烧、清真寺被拆、学校被禁、神职人员被杀、男性被强制关入营中、家人被强迫同汉人生活、女性被强迫嫁给汉人，还说西方媒体比穆斯林世界更关心他们受到的伤害，呼吁穆斯林为他们发声。[116]阿森纳足球俱乐部在微博上声明，厄齐尔言论为个人观点，同俱乐部无关，俱乐部向来不干涉政治。环球时报在网站上发文，称厄齐尔比达雷尔·莫雷更过分。环球网的报道称，微博网友批评谴责了厄齐尔。百度贴吧厄齐尔吧发表声明，关闭贴吧、字幕组及一切相关账号。足球媒体懂球帝也发表声明谴责厄齐尔。[117][118]
- 网络上流传天风证券将在灵隐寺召开年度策略会、由灵隐寺方丈负责接待的消息引起热议。灵隐寺、天风证券后来在15日发布澄清消息，称网络传言不实。[119]
- 中国证券监督管理委员会开出罚单，涉嫌操纵股价的朱康军被处300万元人民币罚金。据公告，朱康军在2016年10月14日至2017年4月19日间利用74个账户操纵神开股份股价，买入金额逾31亿元，累计亏损4.34亿元。[120]
- 《北京市交通委员会》发布新版《北京市自动驾驶车辆道路测试管理实施细则（试行）》。相比2017年发布的规定，新版实施细则允许开展自动驾驶车辆载人载物测试。[121]

## 12月14日
- 上午，香港警務處有組織罪案及三合會調查科根据情报在屯门龙门路环保园发现3名男子进行遥控炸弹试爆，当场将3人拘捕。警方还起获了盾牌、防弹衣、面具。有組織罪案及三合會調查科高级警司李桂华称，3人可能计划将遥控炸弹用于集会。[122]
- 15时26分，四川省宜宾市珙縣四川芙蓉集团实业有限责任公司杉木树煤矿发生透水事故，造成5人遇难，13人一度被困[123]，後被困人員全部獲救[124]。
- 新华社报道，曾担任云南省高级人民法院党组书记、院长的赵仕杰因在孙小果案申诉再审时要求审判人员枉法裁判，被处以留党察看一年的处分，退休待遇比照二级巡视员。此外，另有五位云南省管干部因孙小果案受到党纪处分。[125]

## 12月15日
- 穗深城际铁路开通运营。[126]
- 据乌克兰媒体报道，乌克兰反垄断委员会（英语：Anti-Monopoly Committee (Ukraine)）已批准两家中国大陆企业收购位于乌克兰扎波罗热的航空发动机生产商马达西奇公司50%的股权。受让方为北京天骄航空产业投资有限公司和信威集团。[127]
- 香港示威者在多家商场发起“和你Christmas Shop”抗议活动，呼吁市民支持“黄色经济圈”（倾向民主诉求的商家）、抵制“蓝色”（倾向中国共产党和香港警察）的商家。一些示威者在市场内散发传单，呼吁市民抵制中资企业和美心集团。一些示威者破坏了“蓝色”的餐厅，并同撑警市民发生冲突。示威者晚间在旺角与警方对峙，警方发射了催泪弹和胡椒弹。这是两周以来香港警察首次使用催泪弹。同日，金钟添马公园发起了撑警集会，参与者表态支持警察、谴责示威者暴力行为。[128]
- 上海市静安区新闸路西康路附近晚间一名男子持刀袭击路人，警察赶到后多次向其发出警告，男子不予理会，之后突然挥刀砍向路人和警察，現場視頻顯示警察近距離向男子連開6槍，打傷多名路人。隨後上海警方證實，警方2槍打傷刀客，2槍「擦傷」路人。后送往医院。警方透露，涉事男子姓周，57岁，家住附近，曾由酒后滋事被公安处理。[129]還有未經證實的網絡消息稱，持刀者姓李，因為討薪維權，在晚餐時遭公安上門拘捕，憤而持刀對峙而被槍傷[130]。

## 12月16日
- 李克强上午在北京市人民大会堂会见来京述职的香港特别行政区行政长官林郑月娥，听取林郑月娥的汇报。李克强肯定了林郑月娥的工作，希望特区政府依法止暴制乱，研究社会深层次矛盾。中共中央政治局常委、中央港澳工作协调小组组长韩正和国务委员兼国务院秘书长肖捷等陪同李克强参加了会见。[131][132]
- 习近平下午在北京市中南海瀛台会见来京述职的香港特别行政区行政长官林郑月娥，听取林郑月娥的汇报。习近平肯定了林郑月娥的工作。[133]
- 上午，徐州至盐城高速铁路、连云港至镇江高速铁路连云港至淮安段开通运营。[134]成贵高铁也在这天开通。[135]
- 中国首艘国产航空母舰山东号航空母舰在海南省三亚市某军港交付中国人民解放军海军，舷号17，中共中央总书记、中央军委主席习近平等出席交付仪式。[136]
- 廣東省茂名市播扬镇傳出政府計劃將火葬場遷往當地，有逾萬名村民包圍鎮政府大樓表達不滿，及後就有200多名防暴警察出動驅散。由於有村民疑似被毆打致受傷流血，雙方爆發激烈衝突，深夜以催淚彈及汽油彈互攻，導致至少40多人送院[137]。
- 15时22分，西昌卫星发射中心“一箭双星”成功发射第52颗、第53颗北斗导航卫星。至此，北斗三号全球系统核心星座完成部署。[138]
- 中央外事工作委员会办公室主任杨洁篪在北京出席纪念中国人民外交学会成立70周年招待会并致辞[139]。

## 12月17日
- 1时30分许，貴州省安龙县广隆煤矿发生一起煤与瓦斯突出事故。截至9时，造成14人死亡[140]。
- 中國兒童少年基金會的春蕾计划被指诈捐，引起争议。春蕾计划声称援助对象为失学女童，网友却在公开的资助对象名单里发现了比例不小的男生；此外，网友还发现部分接受捐助的学校拥有皮沙发。中国儿童少年基金会公开回应，基金会发现一些穷困男童也需要资助，于是将他们也纳入了春蕾计划；基金会称，学校基础设施变好，并不一定就没有贫困学生。基金会声明称，未来如将捐赠对象扩大到男童，会在文案中突出说明。[141]
- 教育部在官網發佈關於批准復旦大學、南京大學和陝西師範大學學校部分章程條款修改的申請，修改後的章程表述引起軒然大波，其中涉及「獨立自由」等內容被刪除，並增加多個條款，包括「習近平思想」，強調黨對大學的絕對領導，實行黨委領導下的校長負責制，外界擔憂中共進一步加強對大學的控制，學術自由再度淪陷[142][143]。
- 腾讯、爱奇艺对网剧《庆余年》制定的VIP会员“50元一次性付费解锁多看6集”规则引发争议。有律师指出，两家网站的做法违反了《消费者权益保护法》，欺诈了消费者。[144]

## 12月18日
- 8時14分，在四川內江市資中縣(北緯29.59度，東經104.82度)發生5.2級地震，震源深度14千米[145]，地震導致至少18人受傷[146]。
- 13时，湖南省怀化市鹤城区人民法院以故意杀人罪、故意伤害罪等一审宣判新晃一中操场埋尸案主犯杜少平死刑，剥夺政治权利终身，处罚金50万元人民币。同伙罗光忠被判处死刑缓期二年执行，剥夺政治权利终身。另外12名被告分别被判处1年至8年有期徒刑。[147]
- 16时许，习近平乘专机抵达澳门国际机场。[148]当天下午，习近平会见即将卸任的澳门特别行政区行政长官崔世安。[149]
- 敦煌铁路全线开通。[150]
- 教育部、财政部公布中国特色高水平高职学校和专业建设计划建设单位名单。[151]
- 16时许，在香港新界粉岭公路行驶的一辆双层巴士撞树，车身被毁，6人死亡，39人受伤。肇事司机被捕。[152]
- 復旦大學等校章程修改引發眾多復旦校友師生以及社交網絡強烈關注。有匿名校友在微信上發布公開信，請求學校審視新章程修改，但微博上有關復旦大學修改章程的相關內容被刪除。复旦大学学生在校内饭堂唱校歌「復旦復旦旦復旦，日月光華同燦爛」，以表達不满学校修改章程、收紧党对学校的管控。[142][143][153]
- 联想集团创始人柳传志卸任联想控股董事长、执行董事。[154]
- 中央外事工作委员会办公室主任杨洁篪会见乌干达总统穆塞韦尼[155]。
- 德国科隆足球俱乐部暂缓在辽宁省沈阳市建设足球学校。俱乐部会员理事会负责人施特凡·穆勒-罗默（Stefan Muller-Romer）接受《科隆城市报（英语：Kölner Stadt-Anzeiger）》采访时称，俱乐部不该和“全面监控国家”合作。俱乐部管理层回应称，穆勒-罗默的言论不代表俱乐部观点，暂停建设计划源于体育上的原因而非政治原因。[156]

## 12月19日
- 中央外事工作委员会办公室主任杨洁篪访问刚果共和国并会见萨苏总统[157]。
- 下午，香港警務處毒品調查科宣布捣毁一个洗黑钱集团，拘捕4人，冻结一家空壳公司约7,000万元港币。警方称，被捕的4人均在星火同盟任职，星火同盟以援助示威者为名募集了逾8,000万元港币，但大部分资金都被转入了空壳公司的账户购买理财产品，受益人为个人，只有少部分资金用于援助示威者。[158]

## 12月20日
- 上午，“庆祝澳门回归祖国20周年大会暨澳门特别行政区第五届政府就职典礼”在澳门东亚运动会体育馆举行。新任澳门特首贺一诚带领新一届政府主要官员宣誓就职。习近平出席并发表讲话。[159]
- 晚间，习近平同美国总统唐纳德·特朗普通电话。据新华社新闻稿，两人积极评价了中美贸易战第一阶段协议；习近平就美国近来涉台湾、香港、新疆、西藏言论表示严重关切，称美方干涉中国内政、损害中国利益、有碍双边关系；两人就朝鲜半岛局势交换意见。[160]
- 酒鬼酒公司产品54度500ml老酒鬼酒被经销商举报含有甜蜜素，引发争议。[161]酒鬼酒公司称从未在产品中添加甜蜜素，也从未采购过甜蜜素，公司产品在国家和地方检验中合格率为100%；酒鬼酒公司称，经销商“与公司发生经济纠纷，意欲谋求不正当利益”被公司拒绝后，“利用媒体炒作意图侵害上市公司利益”。[162]
- 欧洲议会在当地时间19日通过议案，要求欧盟理事会制裁对新疆再教育营负责的官员、冻结其财产，呼吁中国政府关闭再教育营，允许独立记者、国际观察员进入新疆。[163]中国驻欧盟使团、中国外交部斥责了欧洲议会的做法，认为欧洲议会颠倒黑白、编造谎言，干涉中国内政，对恐怖主义采取双重标准。[164][165]
- 《财经》杂志的文章《华能陕北光伏项目施工，推平毛乌素沙漠千亩林草地》引发关注。报道指称，中国华能集团全资子公司华能陕西靖边电力有限公司为建设100兆瓦光伏电站，在陕西省榆林市靖边县东坑镇伊当湾村毁灭了逾三千亩牧草地。[166]
- 中央外事工作委员会办公室主任杨洁篪在达喀尔会见塞内加尔总统萨勒[167]。

## 12月21日
- 上午，一辆大客车在吉林通化市东昌区206医院附近侧滑坠落江边，造成6死多伤[168]。
- 中国中药协会主办的“2019中国中药创新发展论坛暨《中国中药企业社会责任报告》发布会”分别将鸿茅药业、鸿茅药业副总裁评为“2018年度履行社会责任明星企业”和“2018年度履行社会责任年度人物”。事件被报道后引发争议。[169][170]
- 21时36分，湖南省长沙市长沙大道与万家丽路路口南100米处发生塌陷，塌陷区域长12米、宽8米。塌陷未造成人员伤亡。[171]

## 12月22日
- 凌晨，廣東中山市古镇镇晋南路一小区住宅发生火灾，至凌晨3时许明火被扑灭，消防部門现场清理过程中发现6人死亡[172]。
- 湖北武漢南湖商場發生兇殺案，下午2點半左右，一名「美團外賣」員將佰港城「名創優品」（MINISO）內一名店員捅倒在地，救護人員到場檢查，發現該被捅男子已無生命體徵。隨後，商場保安和警方將刀手制服。據媒體表示，命案原因並非傳聞中外賣獲差評或出餐慢，而是由於貨品問題爭執而發生。[173]
- 《星期日泰晤士報》报道，上海市青浦监狱关押的外籍囚犯被强迫劳动，为乐购生产圣诞贺卡。中华人民共和国外交部、青浦监狱、贺卡供应商浙江云广印业股份有限公司否认了指控。中国外交部称，为《星期日泰晤士報》撰稿的韩飞龙编造了故事。[174]
- 中央外事工作委员会办公室主任杨洁篪在北京集体会见出席“一带一路”国际合作高峰论坛咨询委员会第二次会议的咨委会委员[175]。

## 12月23日
- 国务院关税税则委员会印发通知，宣布自2020年1月1日起调整部分商品进口关税。[176]
- 习近平会见来华参加中日韩领导人会议的韩国总统文在寅、日本首相安倍晋三。[177]
- 第十三届全国人民代表大会常务委员会第十五次会议在北京市人民大会堂举行。[178]会议计划持续至28日。[179]
- 曾连续三年夺得中国女子足球超级联赛冠军的大连权健足球俱乐部宣布解散。[180]
- 北京市朝阳区人民法院公开开庭审理中国首例冷冻卵子案。31岁的原告徐枣枣希望首都医科大学附属北京妇产医院提供冷冻卵子的服务，医院以她未婚为由，根据《人类辅助生殖技术规范》拒绝了她的要求。原告以侵犯人格权将医院告上法庭。[181][182]

## 12月24日
- 第八次中日韩领导人会议在四川省成都市举行，中华人民共和国总理李克强、日本首相安倍晋三、韩国总统文在寅出席会议。[183]
- 位于北京市朝阳区的民航总医院发生命案，一名男子将一名女医生割喉。受害女医生伤重不治逝世。杀人犯为病人家属孙文斌，55岁，男性，已被北京朝阳警方控制。[184][185]
- 20分20分許，重慶市沙坪壩區三峽廣場發生墜樓事故，一居住在當地的31歲湖北武漢籍男子從公寓樓高墜自殺，砸中兩名準備參加藝考的女學生，三人均搶救無效死亡[186]。

## 12月25日
- 中共中央办公厅、国务院办公厅印发《关于促进劳动力和人才社会性流动体制机制改革的意见》。[187]
- 16时50分，北京星途探索科技有限公司自主研制的首型商业亚轨道火箭“探索一号·中国科技城之星”在酒泉卫星发射中心成功完成首次飞行。[188]

## 12月26日
- 山东号航空母舰伴随护卫舰由南向北通过台湾海峡。[189]
- 晚间，甘肃省卫生健康委员会在网站发布了中国农科院兰州兽研所布鲁氏菌抗体阳性事件调查处置情况通报。通报称，经调查发现，相邻的中牧股份兰州生物药厂生产兽用布鲁氏菌疫苗时使用过期消毒剂，致使含有布鲁氏菌的废气排出，影响到下风向位置上的兰州兽研所。涉事车间已在12月7日停产。[190]
- 昌赣高铁[191]、黔张常铁路开通运营[192]。

## 12月27日
- 20时45分，长征五号遥三运载火箭在海南省文昌航天发射场成功发射升空，火箭搭载的实践二十号卫星随后成功进入轨道。[193]
- 成都地铁5号线一期、二期，成都地铁10号线二期，成都有轨电车蓉2号线剩余段三条线路共计101公里的轨道同日开通运营，创下中国城市轨道交通单次开通纪录。[194]

## 12月28日
- 十三届全国人大常委会第十五次会议闭幕。会议经表决，通过了新修订的中华人民共和国证券法、中华人民共和国基本医疗卫生与健康促进法、新修订的中华人民共和国森林法、中华人民共和国社区矫正法、关于修改中华人民共和国台湾同胞投资保护法的决定等[195]。
- 中国足协宣布了2021年國際足協世界冠軍球會盃、2023年亞足聯亞洲盃承办城市。[196]
- 海南省万洋高速公路开通。[197]
- 北京地铁7号线东延段、北京地铁八通线南延段开通试运营。7号线双井站同日投入运营。[198]
- 21时8分，在山东临沂市兰陵县发生2.9级地震，震中位于北纬34.78度，东经118.09度，震源深度0千米。此次地震系該地石膏矿采空区发生塌陷所致[199]。

## 12月29日
- 0时，位于山西省朔州市怀仁市的大同煤矿集团地煤公司焦煤矿305煤眼发生一起流煤眼歘煤事故，有6人被困。事故最終導致5人死亡，1人獲救[200]。
- 19时许，央视网播出对医生、全国政协委员凌锋的采访[201]。此前，北京民航总医院杀医案凶手母亲魏某在其子杀人后转入北京朝阳医院。外界认为，她获得了中国政府和医院“调集一切医疗资源救治”、“英雄的母亲”的待遇。引发中国舆论反感。凌锋在采访中，否认中国政府为魏某提供VVIP会诊和免除医疗费的待遇。凌锋的部分说法，又与财新网在29日的报道矛盾。北京市卫健委相关人士在财新网的采访中承认，北京市卫健委在26日为魏某组织了专家会诊[202]。

## 12月30日
- 四川省成都市中级人民法院一审以煽动颠覆国家政权罪、非法经营罪公开判处王怡有期徒刑9年、剥夺政治权利3年、没收个人财产5万元人民币。[203]
- 广东省深圳市南山区人民法院一审公开宣判贺建奎等基因编辑婴儿案。法院认定贺建奎、张仁礼、覃金洲三名被告非法行医罪成立。贺建奎被判处有期徒刑3年，罚金300元人民币；张仁礼被判有期徒刑2年，罚金100万元；覃金洲有期徒刑被判一年六个月，缓刑2年，罚金50万元。由于涉及个人隐私，此案没有公开审理。报道称，贺建奎等三名被告当庭认罪悔罪。[204]官方媒体的报道称贺建奎共致使三名基因编辑婴儿出生，此前的报道只提到两名。[205]
- 北京至张家口高速铁路、张家口至呼和浩特高速铁路、张家口至大同高速铁路开通运营。[206]

## 12月31日
- 湖北省武汉市疾控中心证实前一天晚间互联网上流传的两份文件《关于做好不明原因肺炎救治工作的紧急通知》和《市卫生健康委关于报送不明原因肺炎救治情况的紧急通知》，承认武汉市华南海鲜市场出现不明原因肺炎病人。中华人民共和国国家卫生健康委员会已派专家赴武汉调查。[207]武汉市卫健委下午通报，共发现27例病例，其中7例严重，2例拟近期出院。[208]